# 細葉榕裸粉蝨
細葉榕裸粉蝨（学名：[Dialeurodes ficicola] 错误：{{Lang}}：文本有斜体标记（帮助））为粉蝨科裸粉蝨屬下的一个种。